# HU Возничего
HU Возничего (лат. HU Aurigae) — двойная затменная переменная звезда типа Алголя (EA) в созвездии Возничего на расстоянии приблизительно 3306 световых лет (около 1014 парсеков) от Солнца. Видимая звёздная величина звезды — от +11,8m до +11,1m. Орбитальный период — около 1,408 суток.

## Характеристики
Первый компонент — оранжевая звезда спектрального класса K. Радиус — около 7,65 солнечных, светимость — около 29,898 солнечных. Эффективная температура — около 4879 К.